# Кошанский, Николай Фёдорович
Николай Фёдорович Кошанский (1785? — 1831/1832) — филолог, переводчик, заслуженный профессор Царскосельского лицея, учитель А. С. Пушкина.

## Биография
Родился в семье дворян Московской губернии. Точная дата его рождения неизвестна: в его формулярном списке указан 1785 год; в Энциклопедическом словаре (2010) указано — 1784 или 1785, по-видимому на основании записи в Петербургском некрополе, что он умер на 48 году жизни; энциклопедии и другие источники указывают 1781 год. Имел братьев: старший Кирилл (ок. 1780 — 16.04.1823); младший — Василий (ок. 1785 — 29.06.1847), директор Императорского человеколюбивого Общества.
Учился с 1797 года в Московском университетском благородном пансионе; в 1799 году был произведён в студенты Московского университета; учился одновременно на философском и юридическом факультетах; изучил греческий, латинский, французский, немецкий и английский языки. Ещё студентом, по особому избранию начальства, преподавал риторику в Университетском пансионе; 30 июня 1802 года Кошанский получил от философского факультета золотую медаль за отличные успехи в науках, а 30 августа того же года степень кандидата. Дружил с М. В. Милоновым и З. А. Буринским.
Был определён на службу учителем латинского и греческого языков Академической гимназии; 30 июня 1805 года был утверждён в степени магистра философии и свободных наук и ему было предписано заниматься в Петербурге изучением древностей Эрмитажа, а также в Академии художеств. В начале 1807 года вернулся в Москву, где 10 февраля был утверждён в степени доктора философии за диссертацию: «Illustratio Mythi de Pandore, et operum antiquae artis ad eum spectantium» (М., 1806).
Последовавшая 29 июля 1807 года смерть покровительствовавшего Кошанскому М. Н. Муравьёва остановила назначение его на университетскую кафедру, и он был вынужден ограничиться преподаванием в высших классах гимназии Московского воспитательного дома; в 1809 году он получил также должность секретаря при цензурном комитете московского округа; также он получил место преподавателя русской словесности в высших классах Екатерининского московского института. Одновременно, вёл уроки в пансионах и частных домах. В конце 1811 года он обратился к тогдашнему министру народного просвещения, графу А. К. Разумовскому, с просьбой предоставить ему место в открывавшемся тогда Царскосельском лицее. 
Был профессором русской и латинской словесности в царскосельском лицее до 15 марта 1828 года; там же он читал историю изящных искусств по Винкельману и был секретарём конференции. По свидетельству одного из учеников Кошанского, Я. К. Грота, лицеисты заслушивались его рассказами и чтениями во время преподавания им латинской и русской словесности. Также он преподавал с 1814 года и в Лицейском Благородном пансионе
С декабря 1824 года Н. Ф. Кошанский состоял директором Императорского института слепых; в 1826 году изобрёл специальный шрифт книг для слепых.
Ещё в 1802 году он стал помещать стихотворения в «Новостях Русской Литературы». Затем сотрудничал в «Журнале изящных искусств», «Вестнике Европы», «Русском Вестнике» и «Journal de la société des naturalistes de Moscou». Издал: «Таблицы латинской грамматики» (М., 1809; 2-е изд. — СПб., 1817); «Правила, отборные мысли и примеры лат. яз., с кратким словарем» (М., 1807); «Латинскую грамматику», по Бреедеру (М., 1811; 11-е изд. 1844) и «Цветы греч. поэзии», с текстом, замечаниями и переводом в стихах (М., 1811). В 1819 году был избран членом Московского общества любителей российского слова. В 1823 году был назначен членом комитета при министерстве народного просвещения для рассмотрения пособий, употребляемых в учебных заведениях Российской империи.
Н. Ф. Кошанский составил «Общую риторику» (СПб., 1818; 10-е изд. 1849) и «Частную риторику» (СПб., 1832; 7-е изд. 1849), по которым училось несколько поколений. Кроме того, Кошанский — автор ряда переводов.
Умер от холеры 22 декабря 1831 (3 января 1832) года. Был похоронен на Смоленском православном кладбище (могила утрачена).